# 美之海義久
美之海義久（1993年5月6日—），原名木崎信志，日本沖繩縣宇流麻市出身的現役大相撲力士，身高177.0cm、體重137.0kg、血型B型。最高位置是西前頭13枚目（2024年1月場所），所屬相撲部屋是木瀨部屋。
他曾獲序二段、三段目和幕下優勝，他的兄弟木崎海伸之助也是同部屋的十兩級力士，在2020年9月引退。

## 早期生活
木崎在他的家鄉小學時開始接觸相撲。在小學時，他在美里高中與高中生一起訓練，他的叔叔是那裡的相撲教練。初中二年級時，他在全國初中相撲錦標賽中名列前16名。他原本打算進入美里高中，但在訪問了鳥取縣的鳥取城北高中進行培訓後，他改變了主意，就讀於該學校。他的一位同學在個人比賽中被擊敗，是未來的幕內冠軍逸乃城駿。

## 相撲生涯
在日本大學畢業後，他被木瀨部屋親方(肥後之海)勸誘入門，2016年3月場所初次比賽，在接下來的比賽中，他被正式排在西序之口15枚目，並在七場比賽中贏了六場。隨後，他的排名上升，以完美的戰績贏得了7月的序二段冠軍和9月的三段目冠軍。
2019年5月，木崎晉陞為十兩，當時剛剛贏得了幕下冠軍。在這次晉陞中，他將自己的四股名稱從他的出生姓氏木崎改為美之海。在遭遇十連敗的記錄后，他立即被降級回幕下，在那裡他一直待到2020年1月第二次晉陞為十兩。除了2021年7月在幕下度過的一場比賽外，他一直留在十兩;2023年9月，他在15場比賽中贏得了10場，這是他職業生涯中的第一次。
在2023年11月九州場所，他晉級至葡內級別，他告訴記者，他很高興在九州場所之前獲得晉媛，許多沖繩人都來到了那裡。